# 米斯利夫
49°0′20″N 24°30′3″E / 49.00556°N 24.50083°E
米斯利夫（烏克蘭語：Мислів），是烏克蘭的村落，位於該國西部伊萬諾-弗蘭科夫斯克州，由卡盧什區負責管轄，始建於1785年，面積11.6平方公里，2001年人口766，人口密度每平方公里65.8人。